# San Ignacio de Velasco (plaats)
San Ignacio de Velasco is een plaats met ongeveer 20.000 inwoners. Het is de hoofdstad van de provincie José Miguel de Velasco in het departement Santa Cruz in Bolivia.
De plaats is de zetel van het rooms-katholieke bisdom San Ignacio de Velasco.

## Geboren
- Roberto Pérez (1960-2024), voetballer

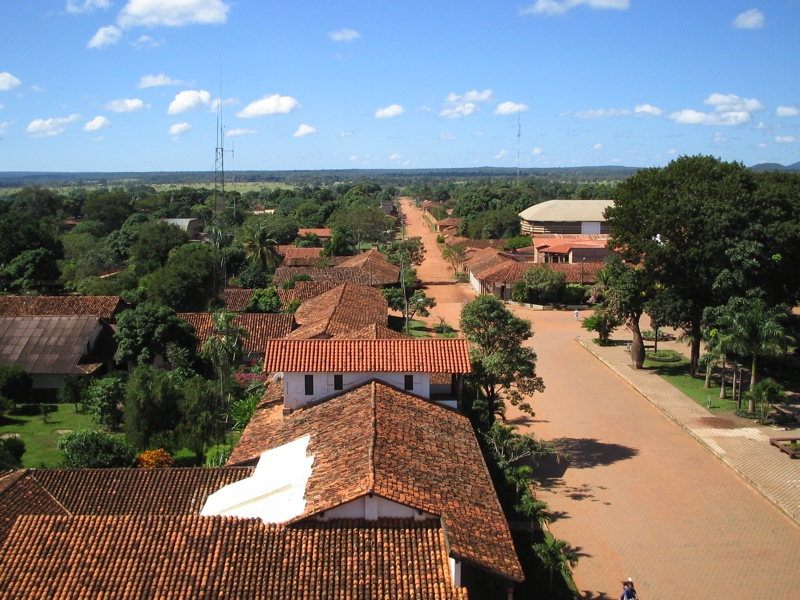
San Ignacio de Velasco

- Modesto Soruco (1966), voetballer